# كريستير ماجنوسون
كريستير ماجنوسون (بالسويدية: Christer Magnusson)‏ (1 أبريل 1958 - ) هو لاعب كرة يد السويد. شارك في الألعاب الأولمبية الصيفية 1984.

## وصلات خارجية
- كريستير ماجنوسون على موقع أوليمبيديا (الإنجليزية)
- كريستير ماجنوسون على موقع اللجنة الأولمبية السويدية (السويدية)